# Metanol dehidrogenaza (citohrom c)
Metanol dehidrogenaza (citohrom c) (EC 1.1.2.7, MDH) je enzim sa sistematskim imenom metanol:citohrom c oksidoreduktaza. Ovaj enzim katalizuje sledeću hemijsku reakciju
primarni alkohol + 2 fericitohrom  {\displaystyle \rightleftharpoons } aldehid + 2 ferocitohrom cL + 2 H+
Ovaj enzim je periplazmična hinoproteinska alkoholna dehidrogenaza koja se javlja samo kod metilotrofnih bakterija. On koristi specifični citohrom cL kao acceptor i deluje na širok opseg primarnih alkohola, uključujući etanol, duodekanol, hloroetanol, cinamil alkohol, a takođe i formaldehid. Njegovu aktivnost stimuliše amonijak i metilamin. On se obično testira sa fenazin metosulfatom. Kao sve druge dehigenaze hinoproteinskog alkohola on ima strukturu propelera sa osam lopatica, jon kalcijuma vezan za PQQ u aktivnom mestu i neobičnu strukturu disulfidnog prstena u blizini PQQ. On se razlikuje od EC 1.1.2.8, alkoholne dehidrogenaze (citohroma c), po tome što ima visok afinitet za metanol, i što ima jednu dodatnu esencijalnu malu podjednicu nepoznate funkcije.

## Literatura
- Nicholas C. Price; Lewis Stevens (1999). Fundamentals of Enzymology: The Cell and Molecular Biology of Catalytic Proteins (Third изд.). USA: Oxford University Press. ISBN 019850229X.
- Eric J. Toone (2006). Advances in Enzymology and Related Areas of Molecular Biology, Protein Evolution (Volume 75 изд.). Wiley-Interscience. ISBN 0471205036.
- Branden C; Tooze J. Introduction to Protein Structure. New York, NY: Garland Publishing. ISBN 0-8153-2305-0.
- Irwin H. Segel. Enzyme Kinetics: Behavior and Analysis of Rapid Equilibrium and Steady-State Enzyme Systems (Book 44 изд.). Wiley Classics Library. ISBN 0471303097.

## Spoljašnje veze
- Methanol+dehydrogenase+(cytochrome+c) на 